# Manfred Hohmann
Manfred Hohmann (* 20. Juli 1950 in Fulda) ist ein deutscher Geburtshelfer und Perinatalmediziner.

## Leben
Als Sohn eines Schreinermeisters machte Hohmann nach dem Abitur zunächst eine Schreinerlehre. Nach dem Zivildienst begann er Medizin an der Philipps-Universität Marburg zu studieren. 1974 wurde er im Corps Teutonia Marburg aktiv. Als Inaktiver wechselte er an die Friedrich-Alexander-Universität Erlangen und die Julius-Maximilians-Universität Würzburg. Er machte 1980 das Staatsexamen und ging 1981 an die Justus-Liebig-Universität Gießen. 1983 wurde er dort zum Dr. med. promoviert. Von 1987 bis 1989 war er für einen Forschungsaufenthalt an der University of Vermont. Als Oberarzt nach Gießen zurückgekehrt, habilitierte er sich 1991 bei seinem Corpsbruder Wolfgang Künzel, dem damaligen Direktor der Universitätsfrauenklinik.  Das Klinikum Herford wählte ihn 1996 zum Chefarzt. Er war 2013 Oberarzt und Professor in der Universitätsmedizin der Johannes Gutenberg-Universität Mainz.

## Publikationen
- Bedeutung und Funktion von Venen während der Schwangerschaft. 1989, GoogleBooks
- Venous remodelling in the pregnant rat. In: Hypertension in Pregnancy, 10, 1991, S. 307–321.
- mit Wolfgang Künzel: Etilefrine and amezinium reduce uterine blood flow of pregnant guinea pigs. In: European Journal of Obstetrics & Gynecology and Reproductive Biology, 30, 1989, S. 173–181.
- Säuglingsernährung. Laktationsphase und Stillprobleme. In: Geburtshilfe und Frauenheilkunde, 72, 2012, S. 994–996.
- mit Dorina Zoltan und Wolfgang Künzel: Age and reproductive status affect basal venous tone in the rat. In: European Journal of Obstetrics and Gynecology, 68, 1996, S. 185–189.
- mit Wolfgang Künzel und Eckart Kastendieck: Heart rate and blood pressure response and metabolic changes in the sheep fetus following reduction of uterine blood flow. In: Gynecologic and Obstetric Investigation, 15, 1983, S. 300–317.
- mit Michael Tchirikov, Joscha Steetskamp, Heinz Koelbl: Long-term amnioinfusion through a subcutaneously implanted amniotic fluid replacement port system for treatment of PPROM in humans. In: European Journal of Obstetrics & Gynecology and Reproductive Biology, 152, 2010, S. 30–33.